# Thái Hoàn hầu
Sái Hoàn hầu (chữ Hán: 蔡桓侯; trị vì: 714 TCN-695 TCN), tên thật là Cơ Phong Nhân (姬封人), là vị vua thứ 12 của nước Sái – chư hầu nhà Chu trong lịch sử Trung Quốc.
Cơ Phong Nhân là con của Sái Tuyên hầu - vua thứ 11 nước Sái. Năm 715 TCN, Tuyên hầu mất, Cơ Phong Nhân lên nối ngôi, tức là Sái Hoàn hầu.
Năm 707 TCN, do Trịnh Trang công bỏ không vào triều kiến thiên tử nhà Chu, Chu Hoàn Vương tức giận huy động nước Sái, nước Vệ và nước Trần cùng đánh nước Trịnh. Sái Hoàn hầu mang quân giúp Chu Hoàn vương, hai bên chạm trán ở Nhu Cát. Liên quân thiên tử và chư hầu bị quân Trịnh đánh bại, bản thân vua Chu bị thương.
Năm 697 TCN, Tống Trang công không ủng hộ Trịnh Chiêu công nên kêu gọi chư hầu các nước Lỗ, Vệ, Trần, Sái đánh Trịnh. Sái Hoàn hầu hưởng ứng, nhưng cuối cùng liên quân không thắng phải rút lui.
Năm 695 TCN, Sái Hoàn hầu mất. Ông ở ngôi được 20 năm. Con ông là Cơ Hiến Vũ lên nối ngôi, tức là Sái Ai hầu.